# Fort Barchon
Fort Barchon war eines der zwölf belgischen Forts des inneren Festungsringes Lüttich. Es wurde 1888 von General Henri Alexis Brialmont erbaut. Die Festung spielte sowohl im Ersten Weltkrieg als auch im Zweiten Weltkrieg eine Rolle.

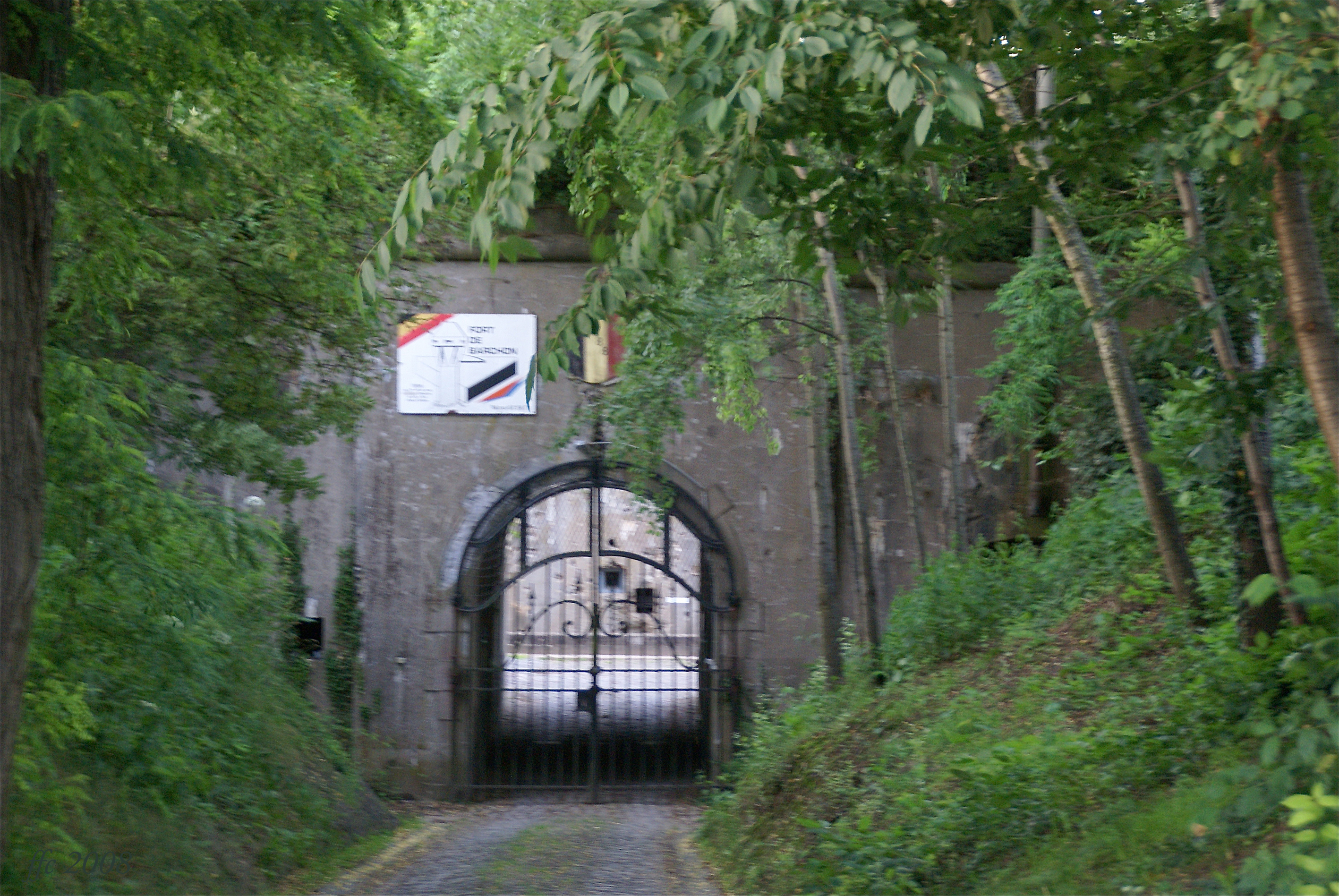
Eingang des Forts

## Bedeutung und Lage
Das Fort liegt auf einer Anhöhe direkt über dem rechten Ufer der Maas und etwa 6,5 km nordöstlich der Innenstadt von Lüttich. Seine taktische Aufgabe bestand in erster Linie darin, einem die Maas flussaufwärts ziehenden Gegner den Zutritt in die Stadt zu verwehren. Seine Ausrüstung und sein Aussehen ist mit Fort Loncin zu vergleichen.
Fort Barchon wurde sofort in den ersten Tagen des Ersten Weltkrieges von den deutschen Truppen belagert und noch vor dem ersten Einsatz des schweren Belagerungsgeschützes Dicke Bertha durch einen Sturmangriff unter hohen Verlusten eingenommen.
Vor dem Zweiten Weltkrieg wurde das Fort nochmals deutlich verstärkt. Die auffälligste Veränderung war ein 20 m hoher Turm, der in erster Linie zum Ansaugen frischer Luft aus großer Höhe diente, um das Eindringen von Kampfstoffen in die Anlage zu verhindern. Der Turm steht einige hundert Meter außerhalb des Forts und ist mit ihm durch einen Hohlgang verbunden.
Das Fort ist auch heute noch vollständig erhalten und wird zurzeit zu einem Museum umgebaut.
Einmal jährlich im März organisiert ein lokaler Höhlenforscherverein im Fort ein internationales Treffen. Nahezu alle Gänge, Luftschächte und Zisternen werden dann genutzt, um einen künstlichen Höhlenparcours entstehen zu lassen. Die Speläologen erreichen dabei Ecken des Forts, die sonst jedermann verborgen bleiben. Der Parcours ist in sechs Themen eingeteilt (z. B. Freiluft, eng, kalt, nass, anstrengend), das Befahren des kompletten Parcours ist eine extreme sportliche Leistung, die sicher nicht in unter zehn Stunden zu schaffen ist.
Höhlenforscher aus Belgien, den Niederlanden, Luxemburg und Frankreich treffen sich hier, vereinzelt auch immer wieder Engländer, Polen und Deutsche.